# Langwedel
Langwedel là một đô thị ở huyện Verden, trong bang Niedersachsen, nước Đức. Đô thị Langwedel có diện tích 76,.11 km². Langwedel nằm bên hữu ngạn sông Weser, khoảng cách khoảng 7 km về phía tây bắc của Verden, và 30 km về phía đông nam của Bremen.
Langwedel đã từng thuộc Tổng giáo phận Verden, thành lập năm 1180. Năm 1648, Tổng giáo phận này đã được chuyển thành Công quốc Verden, ban đầu được cai trị trong một liên minh cá nhân giữa triều đình Thụy Điển - bị gián đoạn trong giai đoạn chiếm đóng Đan Mạch (1712-1715) – và từ năm1715 bởi Nhà Hanover. Vương quốc Hanover đã hợp nhất công quốc này trong một liên minh thật sự.